# Leptopelis diffidens
Leptopelis diffidens — вид жаб родини жаб-верескунів (Arthroleptidae). Описаний у 2021 році українськими герпетологами Артуром Тютенком та Олександром Зіненком.

## Поширення
Ендемік Ефіопії. Поширений на південно-східних схилах Ефіопського нагір'я.

## Опис
Самці завдовжки 24–29 мм, самиці — 35–40 мм. Це наземна та риюча жаба з міцним тілом, відносно широкою та короткою головою та короткими кінцівками. Кінцеві фаланги пальців ніг розширені до невеликих, але чітких дисків. Верхня поверхня тіла світло-коричнева або світло-оливково-зелена. Спинний малюнок відсутній або є три невиразні широкі поздовжні смуги (одна хребцева та дві спинно-бічні), які трохи темніші від основного кольору. Самці з грудними залозами.